# Tanta strada
Tanta strada, è il quinto album di Alessio, del 2008 con distribuzione internazionale dell'etichetta Edel Music. Nel 2020 esce la versione ristampata con distribuzione Zeus Record.

## Tracce
1. Solo tu sarai – 3:29
2. Di te, di me – 4:33
3. Il gatto e il topo – 3:48
4. 'E 'nnammurate ca se lasseno – 3:59
5. Sera speciale – 3:41
6. Un beso bailando (Con Ida Rendano) – 4:01
7. Tutt' e doje – 3:51
8. Senza perdono (Con Stefania Lay) – 4:08
9. Ajere – 4:16
10. Fuoco d'estate – 4:11
11. 'A primma vota nuje – 3:29
12. Nun te fà 'mbruglià – 3:08
13. Si fusse gelosa – 3:59
14. Attimi – 3:40
15. Ok – 3:18